# Balls of Steel
Balls of steel es un programa creado por Objetive Productions, los mismos que producen Star Stories, y se transmite por el canal británico Channel 4 y en Latinoamérica por Sony Entertainment Television

## Sinopsis
El programa trata sobre las acciones que hacen una serie de personajes para conseguir el trofeo de Las bolas de acero o Balls of steel; el trofeo lo otorga el público al final de cada programa votando por el personaje que más les llamó la atención y que creen que merece ganar Las bolas de acero.

## Personajes y Presentaciones
| Actor                             | Actuación               | Reseña |
| --------------------------------- | ----------------------- | --- |
| Alex Zane                         | Alex Zane´s...Game      | Presenta un programa arreglado para molestar al participante de alguna manera |
| Toritseju Okorodudu (Toju)        | Militant Black Guy      | A cualquier clase de comentario que tenga la palabra "negro" o alguna derivación, se pone agresivo y da un discurso contra la opresión Racista y cosas por el estilo |
| Olivia Lee                        | Prank TV with Miss Lee  | Le hace bromas a gente famosa, entre sus bromas están hacerles vulgaridades con las manos, mojarlos con un falso micrófono |
| Eric Page                         | Big Gay Following       | Invita a los hombres a tener sexo con él, en Latinoamérica su pregunta es "¿Quieres trasero?" y en el idioma original es "¿fancy a bum?" |
| Thaila Zucchi                     | Bunny Boiler            | Seduce a los hombres en frente de sus novias para provocarles un ataque de celos |
| Michael Locke y Matthew Pritchard | Pain Men                | se infligen daño a sí mismos para medir el grado de dolor que sienten de 1 a 10 |
| Barrie Hall                       | The Annoying Devil      | Lleva un traje de demonio y molesta a la gente de una manera vulgar y grotesca sin que estos se den cuenta la mayoría de veces |
| Neg Dupree                        | Neg's Urban Sports      | El practica lo que llama deportes urbanos, entre ellos está el de sacar a una persona de un banco sin tocarla, montárseles a las personas como toros mecánicos y cronometrar el tiempo, robarse algo de una tienda y cronometrar cuanto tiempo dura sin que lo atrapen etc. |
| Chris Stapp                       | Randy Campbell's stunts | Hace "Acrobacias" que le retan niños de no menos de 8 años y rara vez salen bien por culpa de su mánager o de su coordinador de acrobacias |
| Andrew Clover                     | Naked Man               | El anda desnudo por varias partes de Inglaterra promoviendo "La Libre Expresión" |
| Dawn Porter                       | Man Tester              | Pone en situaciones incómodas a los hombres para probar sus "valores morales" |
| Ross Lee                          | The World's Worst       | Escoge un trabajo y lo hace lo más mal posible |
| Tim Shaw                          | Mr. Inappropriate       | Hace cosas inapropiadas en público. |
| Tony Parsons and Kelly Burgess    | The Fuckers             | Simulan tener relaciones sexuales en lugares inapropiados. |

## Sin transmitir en Latinoamérica
| Actor            | Actuación    | Reseña                                                                               |
| ---------------- | ------------ | ------------------------------------------------------------------------------------ |
| Jonathan Goodwin | Escapologist | Intenta hacer arriesgados escapes con la ayuda de su padre, con finales desastrosos. |

- Datos: Q2667515